# Epiphora lineata
Epiphora lineata är en fjärilsart som beskrevs av Eugène Louis Bouvier 1930. Epiphora lineata ingår i släktet Epiphora och familjen påfågelsspinnare. Inga underarter finns listade i Catalogue of Life.